# Heinrich Albert (Gitarrist)

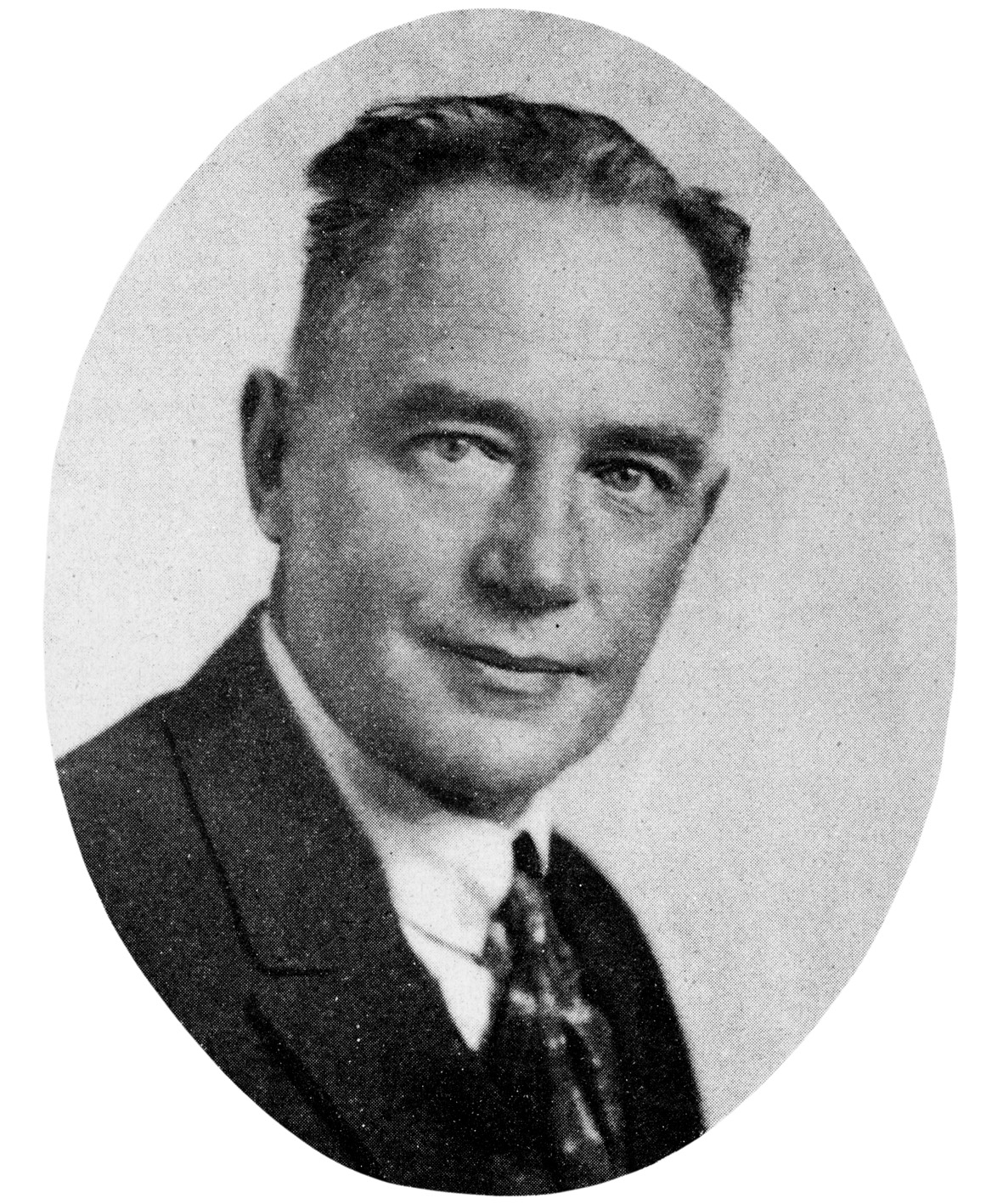
Heinrich Albert, 1920er Jahre

Heinrich Albert (* 16. Juli 1870 in Würzburg; † 12. März 1950 in Gauting) war ein Gitarrist und Komponist.

## Leben
Heinrich Albert war der Sohn des Zuschneiders Franz Joseph Albert. Er studierte an der Königlichen Musikschule Würzburg Horn als Hauptfach. 1888 fand er seine erste Anstellung als Orchestergeiger im Stadttheater Duisburg. Ein wechselvolles Musikerleben als Hornist führte ihn dann in die Theaterorchester nach Würzburg, Regensburg, St. Gallen, Göteborg, Bad Pyrmont und Interlaken.
1889 verlegte er seine ersten Kompositionen unter den Pseudonymen Enrico Alberto und Henry Albert. Von 1895 bis 1900 gehörte er dem Kaim-Orchester an. Ab 1892 widmete er sich nebenher dem Gitarrespiel. Er eignete sich autodidaktisch alte Spieltechniken an und entwickelte sie weiter zur Moderne. 1898 befasste sich Albert mit Versuchen zur Verbesserung und Vergrößerung des Tonumfangs der Gitarre. Als Ergebnis wurde u. a. die von ihm erfundene Quintbassogitarre gebaut, die im Gitarrenquartett verwendet wurde. In der zweiten Hälfte der 1890er Jahre gründete er den „Mailänder Mandolinen-Club“, nur mit Darmsaitenspielern in der Orchesterbesetzung. Dies war etwas bis dahin vollkommen Unbekanntes. Nach 30 Jahren ging der Club ein.
Im Jahr 1899 entstand gleichzeitig mit dem Internationalen Gitarristen-Verband der Münchner Gitarreklub, an dessen Spitze Heinrich Scherrer (1865–1937) stand und in Klub und Verband wirkte neben Scherrer auch Heinrich Albert mit.
Nach 1900 machte Albert sich in München als Gitarren- und Mandolinenlehrer ansässig. Aus seiner Schule gingen namhafte Gitarristen wie Luise Walker hervor. Einer seiner Mandolinen-Schüler war das Münchner Original Karl Valentin. 1909 erfolgte seine Ernennung zum Kammervirtuosen durch Marie in Bayern. Um 1910 gründete er das Münchner Gitarrenquartett, das er nach dem Vorbild des Streichquartetts anlegte.
1912 stellte Albert seine große Gitarrenschule „Moderner Lehrgang des künstlerischen Gitarrenspiels“ fertig, in der er etwa die Vorteile des Nagelanschlags gegenüber dem Kuppenanschlag behandelt. Zunächst erschien die Schule 1914 im Leipziger „Verlag Gitarrefreund“. 1924 fand sich als neuer Verleger der Schule Robert Lienau. Zweimal im Jahr fanden Konzerte der Reihe „Die Gitarre in der Haus- und Kammermusik vor 100 Jahren“ unter seiner Mitwirkung statt. Die Stücke, die er dort spielte, wurden parallel im Verlag von Julius Heinrich Zimmermann veröffentlicht, der ab 1919 die meisten von Alberts Werken und Bearbeitungen herausgab. Unter den deutschen Gitarristen war Heinrich Albert der erste konzertierende Künstler, der kurz nach dem Ersten Weltkrieg in vielen deutschen Städten auftrat. Auch als Spieler der Gitarrenlaute machte er sich einen Namen. 1928 wurde er Prim-Gitarrist des Münchener Gitarren-Kammer-Trios.
Als in den 1920er Jahren vor allem die spanische Gitarrenschule populär wurde, wurde Albert deprimiert und verbittert. Sein Ruhm in der Öffentlichkeit verblasste empfindlich. Dennoch galt er unter den Gitarristen im deutschsprachigen Raum als Autorität in seinen Funktionen als Spieler, Komponist und Pädagoge. Er konzertierte bis nach 1943. Zu seinen Schülern gehörten unter anderem die Gitarrenvirtuosen Fritz Mühlhölzl (1890–1940) und Luise Walker (1910–1998) sowie die Gitarrenpädagogen Heinrich Jordan (1877–1935), Margarethe Müller (1890–1979), Anny Claassens (1894–1981), Hans Tempel (1897–1933), Heinz Teuchert (1914–1998) und Franz Bumaier.
Beerdigt wurde Heinrich Albert in Gauting.

## Werke
Neben seiner Gitarrenschule entstanden zahlreiche Kompositionen und Bearbeitungen für die Gitarre und Gitarrenlieder. Seine eigenen Werke zeigen eine starke persönliche Note. Alberts Kompositionen fanden sich in der ersten Hälfte des 20. Jahrhunderts in den Konzertprogrammen aller namhaften Gitarristen. Neben der Literatur für Gitarre widmete sich Albert auch der instrumentalen und vokalen Volksmusik.
1. Kompositionen
- Sonatine Nr. 1+2 für Gitarre
- Leichte Sonatine im alten Stil für Gitarre solo oder für Violine und Gitarre
- Sonaten Nr. 1+2 für Gitarre
- Duette Nr. 1–8 für 2 Gitarren
- Trios Nr. 1–4 für 3 Gitarren
- Quartette Nr. 1+2 für 4 Gitarren
- Hausmusik Nr. 1–11 für Flöte/Violine, Viola und Gitarre (Violoncello ad lib.)
- Kammertrio Nr. 1–4 für Flöte/Violine, Viola und Gitarre
- Werke für/mit Mandoline(n)
- Werke für Mandolinenorchester
- Lieder zur Gitarre

2. Lehrwerke
- Moderne Lauten- oder Gitarre-Schule. 2 Bände. Leipzig 1912 und 1923.
- Neue Mandolinenschule. Leipzig 1913.
- Moderner Lehrgang des künstlerischen Gitarrespiels für Lehrzwecke und zum Selbstunterricht. 5 Hefte in 4 Teilen. Verlag Gitarrenfreund, Berlin/Wien/München 1914–1919.
  - Lehrgang des künstlerischen Gitarrespiels für Lehrzwecke und zum Selbstunterricht. Robert Lienau, Berlin 1952.
    - I. Teil: Das Volkslied zur Gitarre.
    - II. Teil: Das Gitarrelied.
    - III. Teil: Die Gitarre als Soloinstrument.
    - IV. Teil: Das virtuose Gitarrespiel.
- Gitarre. Solospiel-Studien. Leipzig 1923.
- Gitarre. Etüden-Werk. 6 Hefte. Leipzig 1927–1928.
- Der junge Gitarrist. Berlin 1937.
- Der junge Mandolinist. Berlin 1937.

3. Editionen
- 23 Hefte in der Reihe Die Gitarre in der Haus- und Kammermusik vor 100 Jahren, Berlin ab 1918, mit u. a. Werken für Gitarre und Klavier; für Violine und Gitarre; für Flöte, Viola und Gitarre; für 3 Gitarren; für Gitarre und Streichquartett; von Luigi Boccherini, Leonhard von Call, Ferdinando Carulli, Anton Diabelli, Mauro Giuliani, Filippo Gragnani, Joseph Kreutzer, Wenzel Matiegka, Francesco Molino.